# Thomas Arthur Connolly
Thomas Arthur Connolly (ur. 5 października 1899 w San Francisco, Kalifornia, zm. 18 kwietnia 1991) – amerykański duchowny rzymskokatolicki, arcybiskup Seattle w latach 1950-1975.

## Życiorys
Do kapłaństwa przygotowywał się w Menlo Park. Święcenia kapłańskie otrzymał 11 czerwca 1926 i inkardynowany został do rodzinnej archidiecezji San Francisco, gdzie pracował m.in. Jako sekretarz metropolity i w kurii, będąc od roku 1935 kanclerzem. W 1932 uzyskał doktorat z prawa kanonicznego na Katolickim Uniwersytecie Ameryki.
10 czerwca 1939 papież Pius XII mianował go biskupem pomocniczym San Francisco ze stolicą tytularną Sila. Sakry udzielił mu ówczesny zwierzchnik archidiecezji John Joseph Mitty. Od 1941 roku był wikariuszem biskupim kapelanów Armii i Marynarki Wojennej zachodniego wybrzeża kraju. 28 lutego 1948 przeniesiony został na funkcję koadiutora ordynariusza Seattle, który po wylewie nie mógł w pełni wykonywać obowiązków biskupich. Sukcesję przejął 18 maja 1950 roku.
Rosnąca populacja ludności po II wojnie światowej sprzyjała rozwojowi katolicyzmu w stanie Waszyngton. Spowodowało to reorganizację struktur kościelnych i utworzenie 23 czerwca 1951 roku nowej prowincji kościelnej w tym stanie z siedzibą w Seattle (po utworzeniu diecezji Yakima). Bp Connolly stał się jej pierwszym arcybiskupem metropolitą. Za jego kadencji powstały 43 nowe parafie i wiele szkół i instytucji katolickich. Od roku 1959 nosił tytuł asystenta Tronu Papieskiego. Brał udział we wszystkich czterech sesjach soboru watykańskiego II.
Na emeryturę przeszedł 13 lutego 1975 roku. Zmarł w wieku 92 lat i pochowany został na Holyrood Catholic Cemetery w Shoreline.